# Campo del Retiro
El Campo del Retiro, también conocido por los sobrenombres de «Campo del Tiro al Pichón» o «Campo de la Rana» fue un campo de fútbol situado en la ciudad de Madrid, en la ronda de Vallecas (actual avenida de Menéndez Pelayo), frente al Parque del Retiro, y utilizado para albergar distintos encuentros entre clubes de la capital en los primeros años de la década de 1900.
Fue uno de los primeros campos del Madrid Football Club en sus inicios, período en el que no se encontraba aún debidamente legalizado. Tras el traslado a la explanada de la plaza de toros de Goya no fue ocupado por el recientemente constituido Athletic Club (Sucursal de Madrid) hasta 1903.

## Historia
El terreno era un solar de tierra detrás de las tapias del parque del Retiro de Madrid entre el Frontón del Retiro y el Campo de Tiro al Pichón, ya desaparecidos, en el que jugadores escindidos del New Foot-Ball Club disputaron algunos partidos antes de legalizar a su nueva entidad en 1902 como Madrid Foot-Ball Club, trasladándose posteriormente a la explanada de la plaza de toros de Goya. A partir de entonces fue el Athletic Club (Sucursal de Madrid) quien pasó a disputar allí sus encuentros, desde 1903 hasta 1913. Más tarde, también lo usaron el Iberia F. C. y la Sociedad Gimnástica Alemana (por ello también fue conocido popularmente como «campo de los alemanes»).
La entrada se encontraba en la acera de los números impares de la ronda de Vallecas (avenida de Menéndez Pelayo en el presente), en el lado contrario de donde está actualmente situada la Puerta de la Reina Mercedes, uno de los accesos al parque. El campo ocupaba una parte de las actuales calles Ibiza, Lope de Rueda, Alcalde Sainz de Baranda y Narváez. El terreno era prácticamente de uso público y se usaba a veces como espacio de instrucción militar. También se usaba para la práctica de otros deportes e incluso un joven Juan de la Cierva probó los prototipos de lo que sería el autogiro. El campo no estaba vallado por lo que no había separación con el público pero tenía una profunda zanja alrededor para evitar que los carros de basura tirados por bueyes del entonces próximo barrio del Ciego accediesen a arrojar desperdicios. El terreno de juego era alisado por los propios jugadores, al igual que debían pintar las líneas del campo y llevar a hombros las porterías, la cuales tenían que fijar en el suelo. Asimismo, debido al desnivel del terreno de juego con respecto al trazado de la calle los días de lluvia el campo se encharcaba por lo que tenían que achicar el agua abriendo zanjas que hacían la función de desagüe. Junto al frontón inmediato al campo se encontraba la casa de la señora María y su hijo Casimiro, que dejaban una estancia para caseta arbitral y facilitaban una tinaja con agua para el aseo de los jugadores. También en esa casa se hacía la colada y el planchado de las equipaciones. Gracias al aumento de la afición al fútbol, montaron su pequeño negocio sirviendo refrescos de jarabe de limón y de agua de cebada a 10 céntimos el vaso (las malas lenguas decían que el agua sucia de la tinaja). A pesar de estas circunstancias, en aquella época era el mejor campo de Madrid.
El 2 de mayo de 1903, coincidiendo con la conmemoración del levantamiento de los madrileños contra la ocupación francesa, se disputó el primer partido entre los 25 socios que lo formaban, excepto  el tesorero Enrique Goiri que hizo las funciones de árbitro. Se dividieron a los jugadores en dos equipos de 12 para no dejar a nadie fuera y un equipo jugó con los colores oficiales del Athletic Club de entonces: camiseta con una franja azul oscura y la otra blanca, calzonas negras y unas medias negras y el otro equipo vistió completamente de blanco. El resultado no quedó registrado y actualmente se desconoce.
El 20 de noviembre de 1903, se produjeron mejoras en el terreno de juego y el campo estrenó redes en las porterías en un partido del Campeonato de Madrid entre el Moncloa F. C. y el Madrid F. C. que finalizó con victoria de los primeros por 3-1.
En 1912, Julián Ruete fue elegido presidente del club y ante el aumento de aficionados que querían ver jugar al equipo se puso como objetivo construir un nuevo campo. El del Retiro estaba inclinado, contaba con un terreno de juego irregular, con zanjas alrededor y sin vallas. Además, el aumento en el número de seguidores provocaba que las autoridades se vieran obligadas a organizar dispositivos de seguridad cada vez que se jugaba un partido. Por otra parte, el dueño del solar en donde se jugaba decidió vender los terrenos. Por ello, un año más tarde, el entonces conocido como Athletic de Madrid se trasladó al Campo de O'Donnell.

## Eventos
El recinto albergó tres finales del Campeonato de España —actual Copa del Rey— en sus ediciones de 1904, 1905 y 1910.